# Balsareny
Balsareny é um município da Espanha na comarca de Bages, província de Barcelona, comunidade autónoma da Catalunha. Tem 36,9 km² de área e em 2021 tinha 3 278 habitantes (densidade: 88,8 hab./km²).

## Demografia
| Variação demográfica do município entre 1991 e 2004[carece de fontes?] | Variação demográfica do município entre 1991 e 2004[carece de fontes?] | Variação demográfica do município entre 1991 e 2004[carece de fontes?] | Variação demográfica do município entre 1991 e 2004[carece de fontes?] |
| ---------------------------------------------------------------------- | ---------------------------------------------------------------------- | ---------------------------------------------------------------------- | ---------------------------------------------------------------------- |
| 1991                                                                   | 1996                                                                   | 2001                                                                   | 2004                                                                   |
| 3405                                                                   | 3304                                                                   | 3195                                                                   | 3241                                                                   |